# Walter Klingenbeck

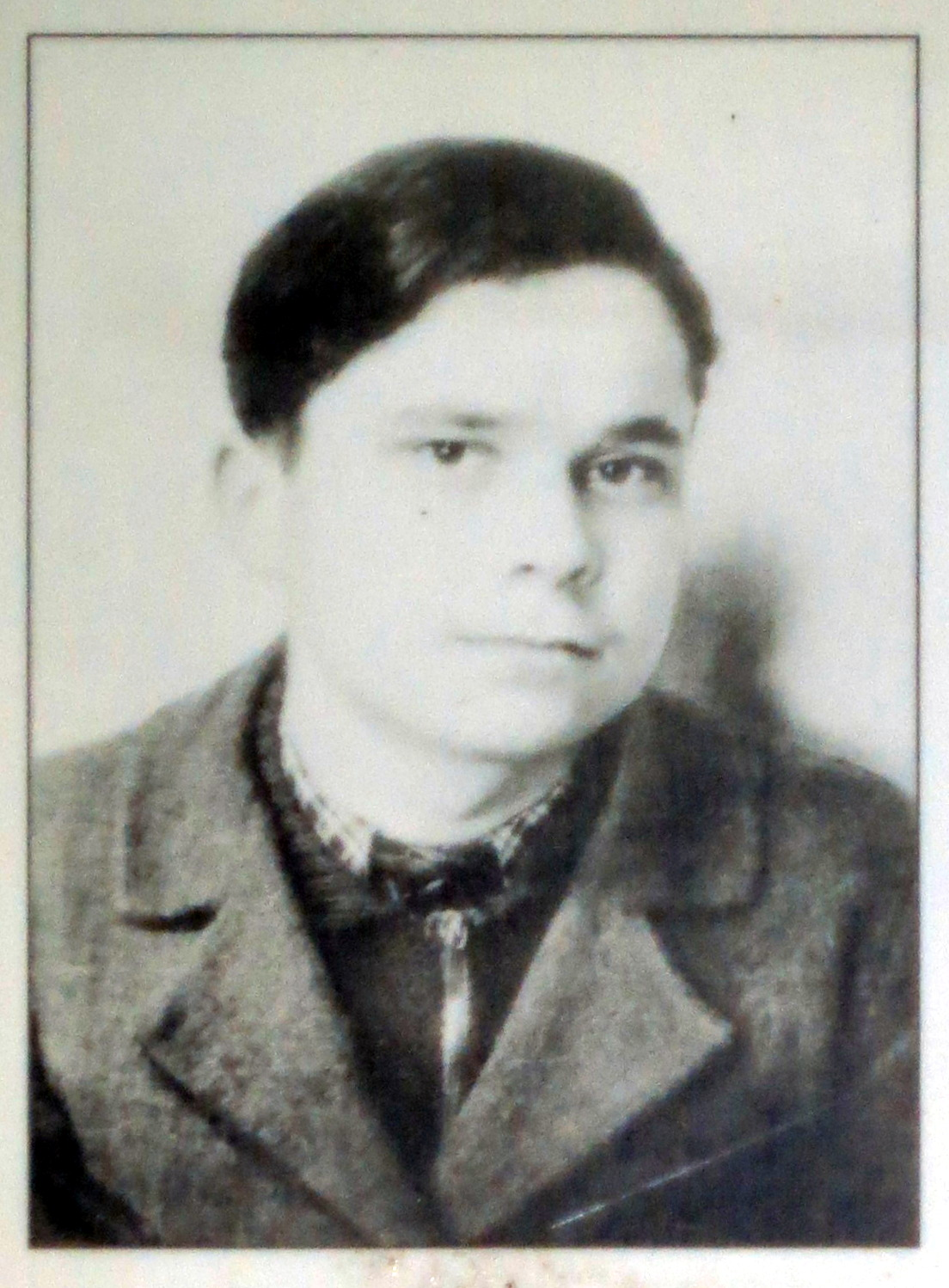
Walter Klingenbeck

Walter Klingenbeck (* 30. März 1924 in München; † 5. August 1943 in Stadelheim) war ein deutscher jugendlicher Widerstandskämpfer gegen den Nationalsozialismus.

## Herkunft und Motiv
Walter Klingenbeck stammte aus einer katholischen Familie, die Anfang der 1920er Jahre aus Fechenbach/Main (Unterfranken) nach München gezogen war, und hatte eine Schwester. Er war überzeugtes Mitglied der katholischen Jungschar St. Ludwig (München), bis sie 1938 endgültig durch das NS-Regime verboten und aufgelöst wurde. Diese Tatsache erweckte seine frühe regimekritische Einstellung.
Zusammen mit seinem Vater, einem pensionierten Straßenbahnoberfahrer und Mitglied der Marianischen Männerkongregation von Pater Rupert Mayer, hörte er die Sendungen von Radio Vatikan, in denen von nationalsozialistischen Verstößen gegen das Reichskonkordat berichtet wurde. Sein Vater hörte die mit Kriegsbeginn 1939 verbotenen Feindsender nicht mehr; Walter Klingenbeck blieb dabei.

## Aktionen
Im Frühjahr 1941 schlossen sich vier Lehrlinge im Alter zwischen 16 und 17 Jahren zusammen. Sie verband eine ähnliche politische und religiöse Einstellung.
Treibende Kraft war der Schalttechnik-Lehrling Walter Klingenbeck. Als kaufmännischer Lehrling arbeitete Klingenbeck ab 1938 in der Zentral-Darlehenskasse und besuchte gleichzeitig eine kaufmännische Fortbildungsschule, die er mit Erfolg abschloss. Anschließend ging er bei Rohde & Schwarz in die Lehre. Dort lernte er den Praktikanten Daniel von Recklinghausen kennen. Hans (Johann) Haberl war Hochfrequenztechniker und teilte sich ein gemietetes Zimmer mit Erwin Eidel, der eine Lehre als Flugmotorenschlosser absolvierte. Die vier Freunde hatten eine große Leidenschaft für Technik, besonders für das Radio. Durch das Hören deutschsprachiger Sendungen der britischen BBC, des internationalen Radio Vatikan und anderer verbotener Radiostationen verstärkte sich ihre regimeferne Sichtweise.
Sie planten Flugblätter zu verbreiten, die, anders als die der Helmuth-Hübener-Gruppe in Hamburg, nur aus Kurztexten und Bildern bestanden. Zeitlich parallel hatte sich in Wien eine weitere Gruppe gebildet, deren Anführer Josef Landgraf war. Die drei jugendlichen Vierergruppen hatten sich unabhängig gebildet und sie wussten nichts voneinander.
Der Klingenbeck-Kreis traf sich anfangs nur zum Abhören unerlaubter Radiobeiträge. Fasziniert waren die Jungen von dem Sender Gustav Siegfried 1, der Gerüchte verbreitete wie „an der Ostfront sei Fleckentyphus ausgebrochen“ oder „hohe Funktionäre würden sich wilden sexuellen Ausschweifungen hingeben“. Schließlich versuchten sie einen eigenen Schwarzsender aufzubauen. Sie überlegten sich Namen für ihren Sender: „Radio Rotterdam“, um an die Vernichtung der Stadt durch die deutsche Luftwaffe zu erinnern, oder „Sender der Freiheit“ oder „Gustav Siegfried 8“. Über erste kleine Probeversuche, bei denen sie französische Schlagermusik und oppositionelle Propaganda verbreiteten, die zum Sturz des NS-Regimes aufforderte, kamen sie jedoch nicht hinaus. Es gelang ihnen jedoch einmal, den Sender Radio Wien durch Morsezeichen zu stören. Auch der Plan, Flugblätter mit einem ferngesteuerten Modellflugzeug abzuwerfen, konnte nicht realisiert werden.
Klingenbeck arbeitete auch an einem Flugblatt über die verstorbene Tänzerin La Jana. Damit wollte er das Gerücht verbreiten, die Frau habe sich selbst umgebracht, um Annäherungsversuchen von Goebbels zu entgehen. Dieser habe sie durch die Gestapo inhaftieren lassen, um sie gefügig zu machen. Klingenbecks Versuch galt als Hochverrat.
Im Sommer 1941 erging über BBC der Aufruf, das V-Zeichen als Kürzel für das englische Wort „victory“ zu verbreiten, um damit den Sieg der Alliierten anzukündigen. Ende August, Anfang September 1941 malte Klingenbeck laut Ermittlungsbericht mit schwarzem Altöl rund 40 Mal das V-Zeichen im Münchener Stadtteil Bogenhausen in ruhigen Straßen auf Oberflächen. Recklinghausen war beteiligt, indem er Wache stand.

## Gegenaktionen des NS-Regimes

### Verhaftung und Untersuchungshaft
Unvorsichtigerweise erzählte Walter Klingenbeck Heinrich Pfister, einem Bekannten der Klara Dietmeyer, die ein Radiogeschäft betrieb und bei der Klingenbeck als Aushilfe angestellt war, von dieser Aktion und äußerte sich abschätzig über die Ansprache Adolf Hitlers zum Winterhilfswerk 1941/42. Dietmeyer denunzierte Klingenbeck am 5. Januar 1942 und er wurde daraufhin am 26. Januar 1942 im Alter von 17 Jahren verhaftet. Einen Tag später kam auch Recklinghausen, drei Tage danach kamen auch Haberl und Eidel in Haft. Acht Monate saßen die Jungen in Untersuchungshaft. Walter Klingenbeck nahm die gesamte Verantwortung auf sich.

### Verurteilung
Am 24. September 1942 kam es zur Verhandlung im großen Schwurgerichtssaal des Justizpalastes München durch den Volksgerichtshof Berlin, der für Hochverrat zuständig war. Im damaligen Gesetz zur Volljährigkeit war das Alter auf 21 Jahre festgelegt. Die mit Kriegsbeginn erlassene „Verordnung zum Schutz gegen jugendliche Schwerverbrecher“ machte seit Oktober 1939 den Weg frei, um Zuchthaus- oder Todesstrafe gegen 16-Jährige verhängen zu können.
Vizepräsident Karl Engert verurteilte Klingenbeck zur Todesstrafe. Im Urteilstext heißt es, Klingenbeck habe auf seine strenge katholische Erziehung verwiesen und aus dieser Einstellung heraus gehandelt: „Dabei sei er sich darüber klar gewesen, daß seine Tat ihn den Kopf kosten könne. Die nationalsozialistische Ideenwelt sei ihm ihrem wesentlichen Inhalt nach zur Zeit der Tat fremd gewesen.“ Hans Haberl und Daniel von Recklinghausen wurden wegen „landesverräterischer Feindbegünstigung, Vorbereitung zum Hochverrat und Schwarzsendens“ zunächst ebenfalls zum Tode verurteilt, Erwin Eidel wegen „Nichtanzeige eines hochverräterischen Unternehmens“ zu acht Jahren Zuchthaus:
„Sämtliche Angeklagten waren zur Tatzeit jugendlich, aber über 16 Jahre alt und sind ihrer geistigen und sittlichen Entwicklung nach einer über 18 Jahre alten Person gleich zu achten.“
Knapp ein Jahr nach dem Urteil, am 2. August 1943, wurden Haberl und von Recklinghausen zu acht Jahren Freiheitsstrafe begnadigt. Das Begnadigungsgesuch von Walter Klingenbeck hingegen wurde abgelehnt.

### Abschied und Vollstreckung
Kurz vor seiner Hinrichtung verfasste Klingenbeck noch mehrere Abschiedsbriefe. Ein Abschiedsbrief an Max Miller, den Ehemann seiner Schwester Anneliese, wurde 1946 in der Zeitschrift „Heute“ der amerikanischen Militärregierung abgedruckt. In einem anderen machte Klingenbeck deutlich, er wisse, wofür er sein Leben lasse. Im Brief an seine Eltern und seine Schwester schreibt er: „Heute habe ich zum letzten Mal Gelegenheit, Euch zu schreiben. Das Gnadengesuch ist abgelehnt. Na ja, nichts zu ändern. Tut mir bloß den einen Gefallen, weint nicht um mich, ihr wißt ja wofür ich sterbe.“ Häufig zitiert wird auch der Abschiedsbrief an Hans Haberl, von ihm Jonny genannt, in dem Klingenbeck Anteil an der Begnadigung seines Freundes nimmt. Er habe die Sakramente empfangen und sei im Angesicht der unmittelbar bevorstehenden Vollstreckung des Todesurteils ganz gefasst, teilte er Haberl am 5. August 1943 seine Bitte mit, für ihn einige Vaterunser zu beten, wenn dieser etwas für ihn tun wolle. Seinen Brief an seine Eltern schließt er mit den Worten: „Lebt wohl und seid alle in Liebe zum letzten Mal gegrüßt von Eurem Walter“.
Am selben Tag um 18 Uhr 13 wurde Walter Klingenbeck in der Strafanstalt München-Stadelheim im Alter von nur 19 Jahren guillotiniert. Auf dem Totenzettel Klingenbecks erscheint ein Spruch, der auf P. Peter Lippert SJ zurückgeht: „Gott braucht zuweilen Menschen, die dem Tag vorauslaufen, um ihn anzumelden; aber sie müssen sterben, bevor der Tag kommt.“ Die Eltern wurden nicht über die Vollstreckung informiert und erhielten vier Wochen später ein Paket mit der Wäsche Klingenbecks. Er wurde am 6. August 1943 auf dem Friedhof am Perlacher Forst bestattet und 1949 auf den Münchner Westfriedhof in das Familiengrab der Schwester überführt.

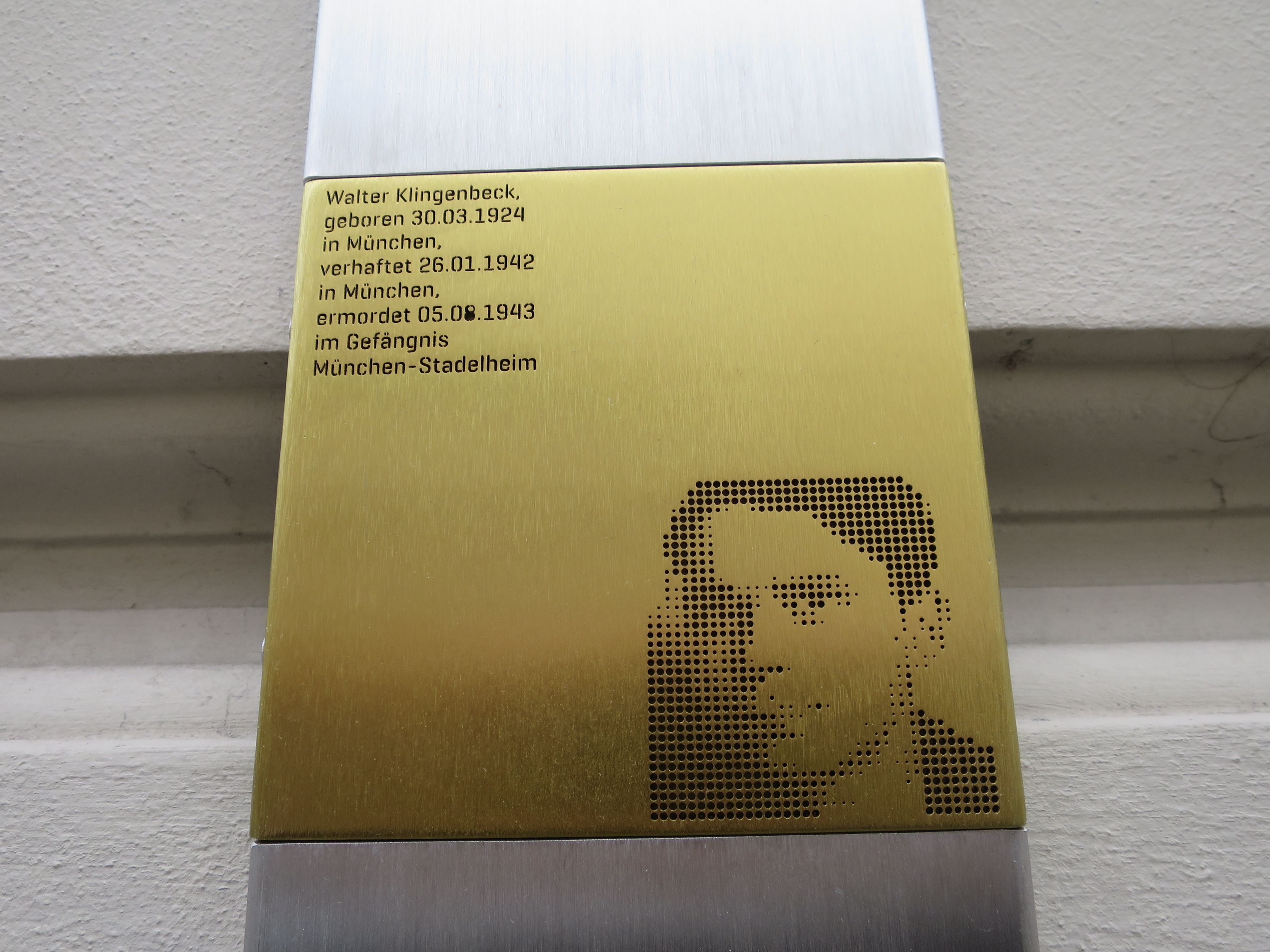
Erinnerungszeichen für Opfer des NS-Regimes in München für Walter Klingenbeck

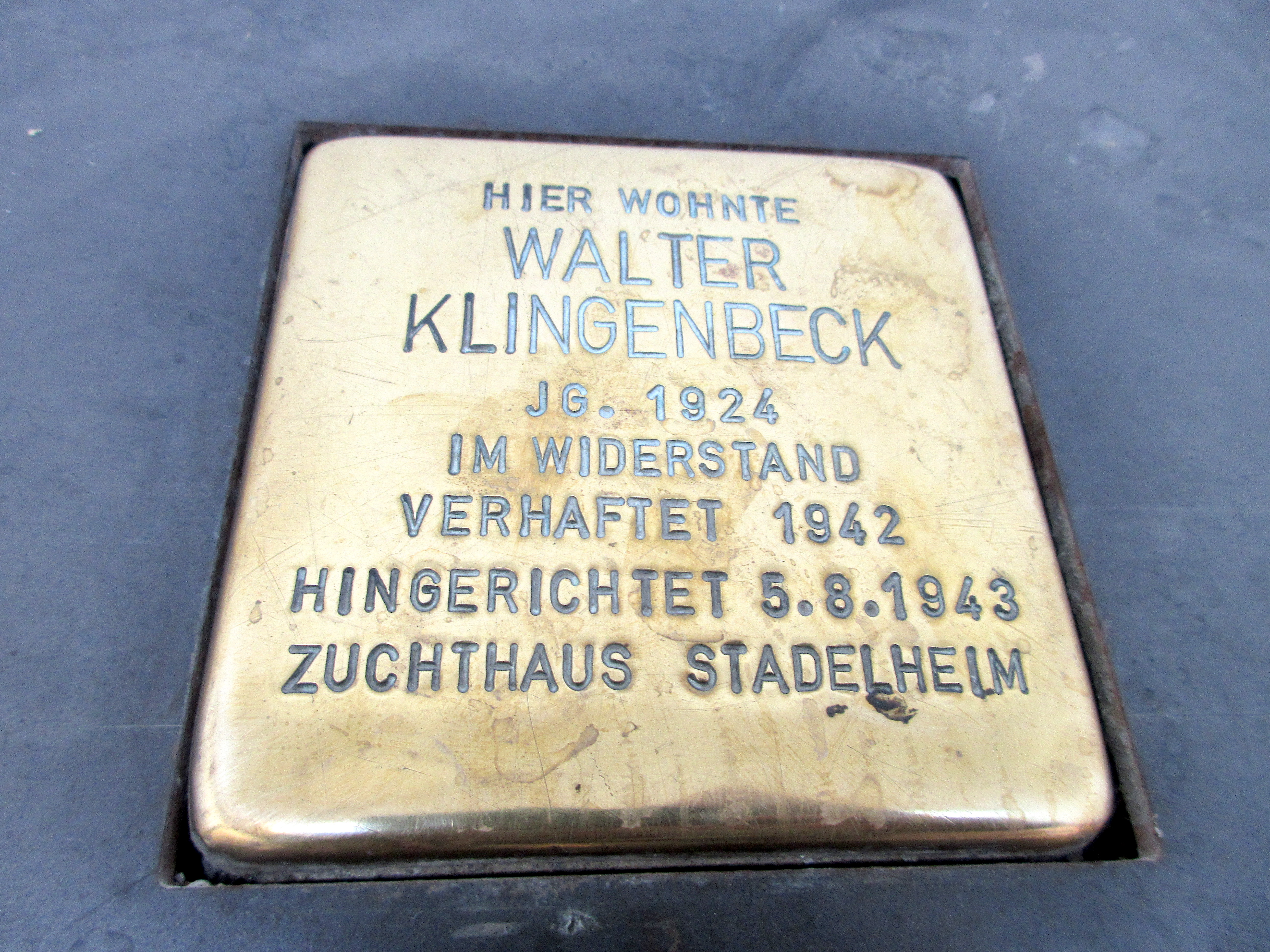
Stolperstein für Walter Klingenbeck im Kunstpavillon, Alter Botanischer Garten, München

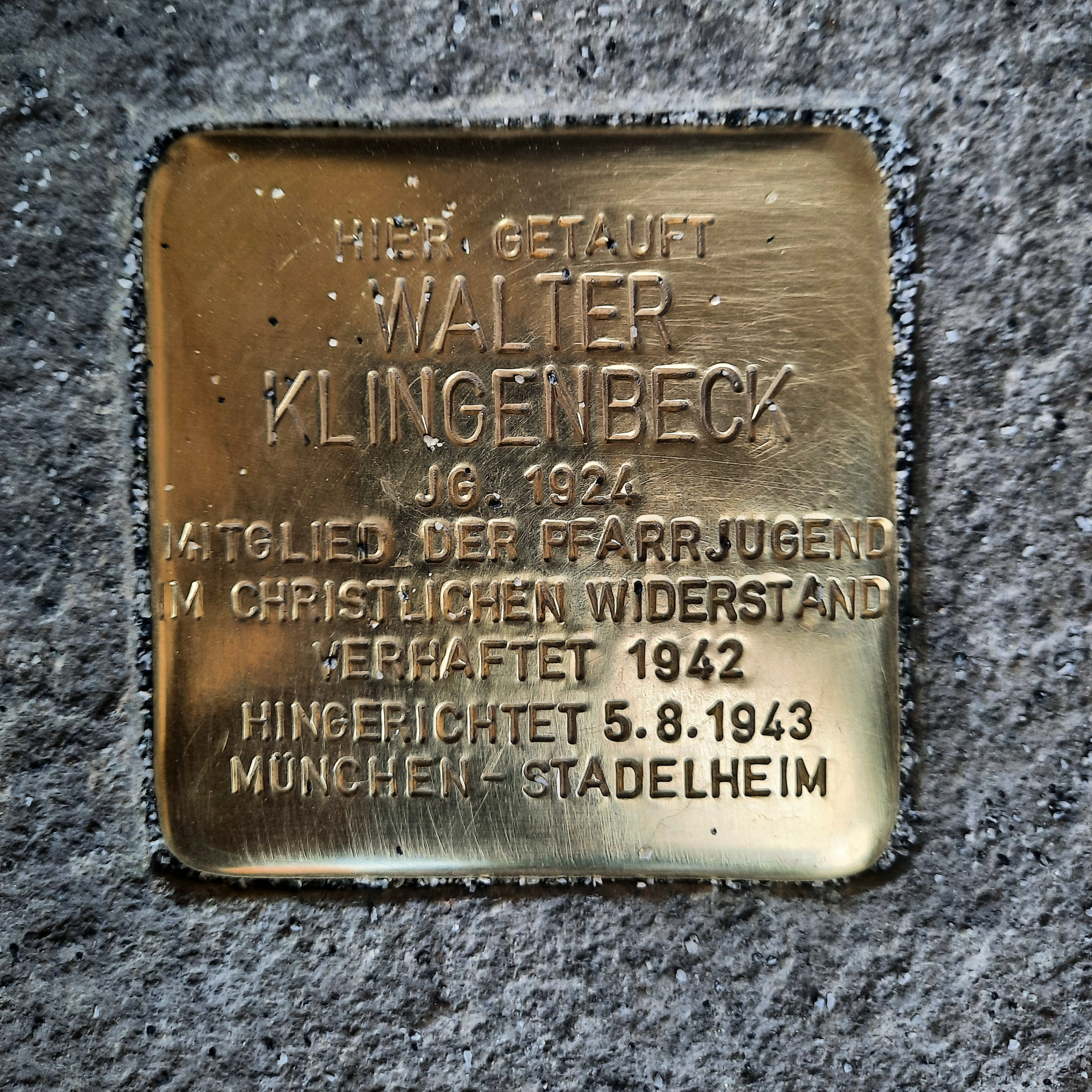
Stolperstein für Walter Klingenbeck vor dem Hauptportal der Pfarrkirche St. Ludwig in München verlegt am 17. September 2023

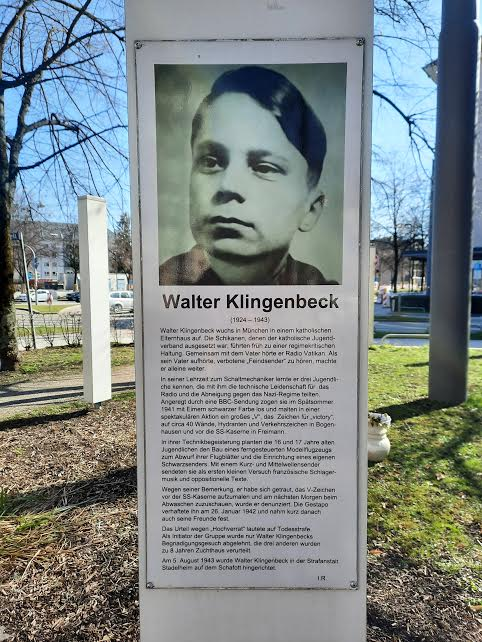
Stele für Walter Klingenbeck am Platz der Freiheit, München (2021)

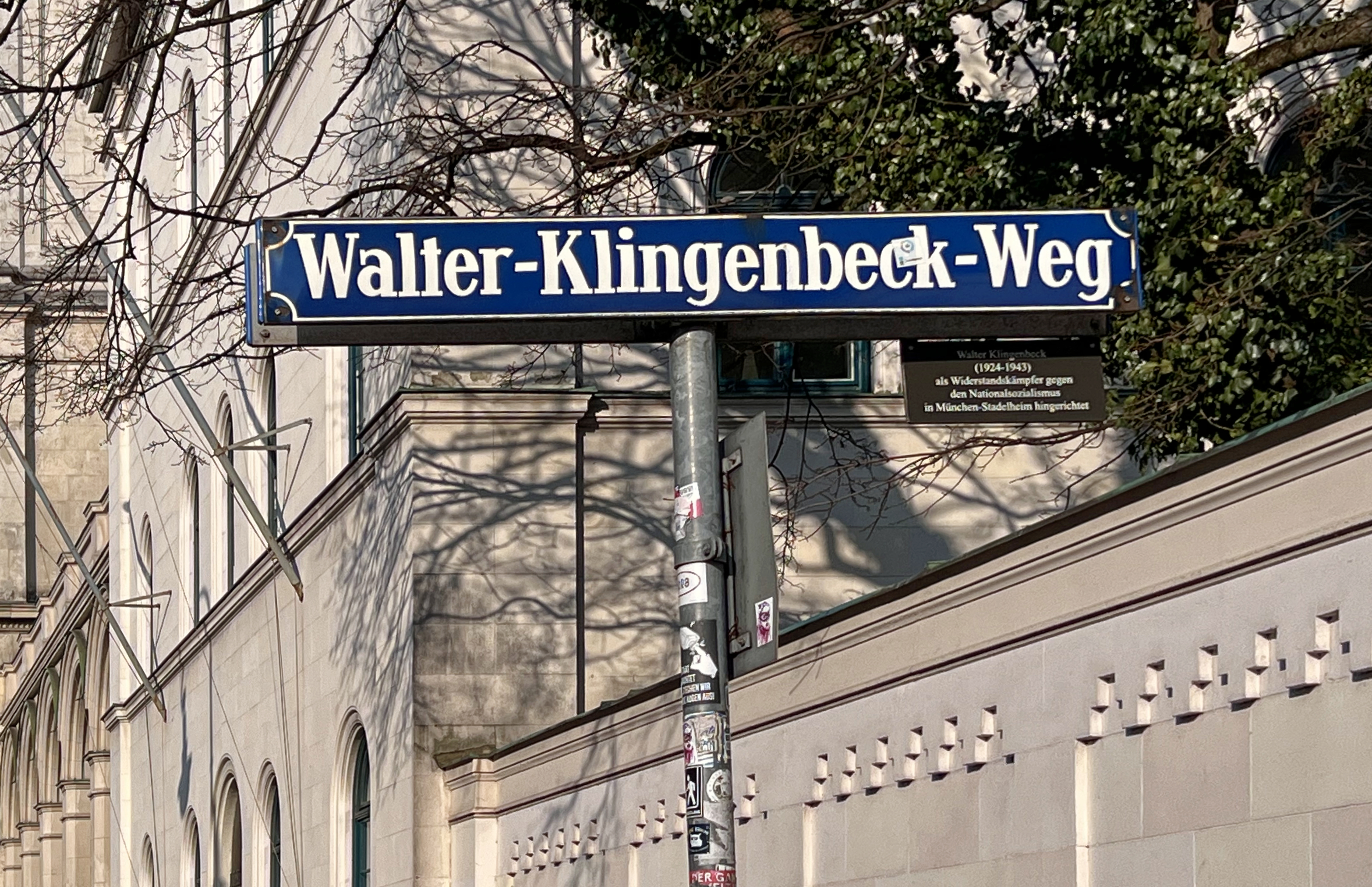
Walter-Klingenbeck-Weg vor der Ludwigskirche

## Kriegsende
Die Alliierten befreiten seine Freunde zu Kriegsende aus der Haftanstalt. Der 22-jährige Haberl errichtete eine Rundfunkwerkstätte. Recklinghausen arbeitete als Radiomechaniker in einer Werkstatt einer amerikanischen Einheit. Später wanderte er in die Vereinigten Staaten aus.
Die Eltern gingen nach dem Tod ihres Sohnes wieder zurück in ihr Heimatdorf Fechenbach. Dort wurde in den 1950er Jahren auf dem Mahnmal für die Gefallenen des Zweiten Weltkriegs, das neben der Pfarrkirche St. Stephanus steht, Walter Klingenbecks Name nachträglich hinzugefügt.

## Gedenken
Walter Klingenbeck ist heute etwa im Unterschied zur Weißen Rose als Widerstandskämpfer einer breiteren Öffentlichkeit unbekannt, obwohl die Aktionen seines Kreises vor denen der Weißen Rose stattfanden. In der frühen Nachkriegszeit wurde Mitgliedern der Weißen Rose und Walter Klingenbecks noch gemeinsam gedacht.

Ähnlich wie im Falle Georg Elsers begann die Erinnerung an Walter Klingenbeck erst in den 1990er Jahren und blieb zunächst auf die geschichtswissenschaftliche Aufarbeitung durch Jürgen Zarusky beschränkt. Von einem Artikel Hans-Günter Richardis, der 1993 nach dem 50. Todestag Klingenbecks in der Süddeutschen Zeitung erschien, ging der Impuls aus, die 1978 gegründete staatliche Realschule in Taufkirchen (Landkreis München) am 30. März 1995 in Walter-Klingenbeck-Schule umzubenennen. 

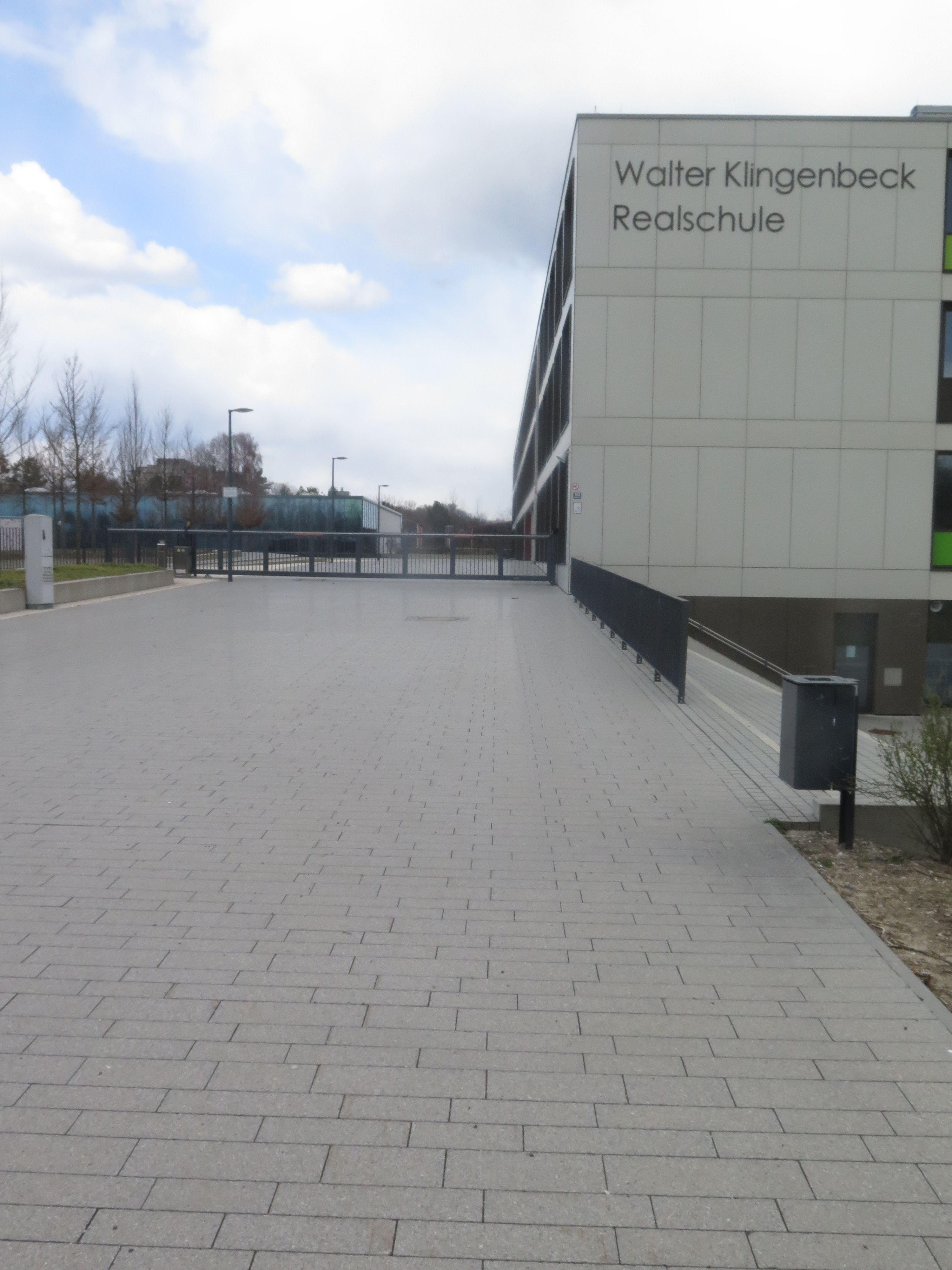
Walter-Klingenbeck-Realschule in Taufkirchen (Außenansicht)

Zwei Jahre später begann in Klingenbecks Heimatviertel, der Münchner Maxvorstadt, und unweit der Pfarrkirche St. Ludwig die Erinnerung an Klingenbeck. Dort trägt seit Januar 1998 ein bis dahin unbenannter Weg zwischen der Ludwigstraße und der Kaulbachstraße den Namen Walter-Klingenbeck-Weg. Am 8. November 2006 gedachten in der Maxvorstadt etwa 60 Menschen erstmals mit einem akustischen Denkmal Klingenbecks. Mithilfe von CD-Playern wurde das Signal des deutschen Dienstes der BBC gespielt; zugleich ist es das Morsezeichen für V wie victory. Seit 2009 erinnert ein Stolperstein im Kunstpavillon im Alten Botanischen Garten an Walter Klingenbeck.
Seit 2016 erinnert das von  Wolfram P. Kastner auf dem Platz der Freiheit im Münchner Stadtteil Neuhausen errichtete WiderstandsDenkmal an die Opfer im Widerstand gegen den Nationalsozialismus, darunter auch Walter Klingenbeck. 2018 wurde zum 75. Todestag  eine Gedenktafel am einstigen Wohnhaus der Familie in der Amalienstraße 44 angebracht.
Am Sonntag, 17. September 2023, wurde im Rahmen des Kirchweihfestes St. Ludwig um 10 Uhr am Treppenaufgang zum Hauptportal der Kirche ein Stolperstein für Walter Klingenbeck verlegt.
Am Freitag, 12. April 2024, wurde im Rahmen des 19-Uhr-Gottesdienstes seines 100. Geburtstags gedacht!
Die katholische Kirche hat Walter Klingenbeck 1999 als Glaubenszeugen in das deutsche Martyrologium des 20. Jahrhunderts aufgenommen. Das Erzbistum München-Freising erwägt die Seligsprechung Klingenbecks und leitete eine Voruntersuchung ein.